# Norberto Alonso
Pour les articles homonymes, voir Alonso.
Norberto Osvaldo Alonso, surnommé Beto, né le 4 janvier 1953 à Vicente López (Argentine), est un joueur et entraîneur de football argentin.
Il réalise l'essentiel de sa carrière au Club Atlético River Plate, d'abord comme joueur, au poste de milieu offensif, puis comme technicien. Il en reste aujourd'hui un joueur emblématique. Sélectionné en équipe d'Argentine de 1978 à 1983, il remporte la Coupe du monde en 1978.

## Biographie

### Carrière de joueur

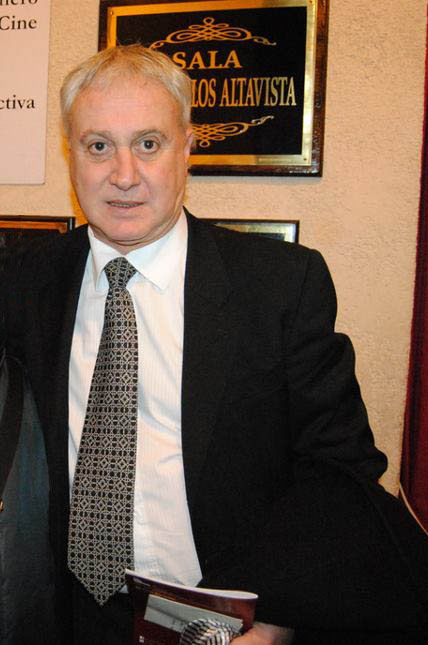
Norberto Alonso en 2012

Né à Vicente López, Norberto Alonso grandit dans la banlieue pauvre de Los Polvorines, dans la province de Buenos Aires. Formé à River Plate qu'il intègre dès son plus jeune âge, ce milieu offensif débute en équipe première en août 1971. L'arrivée de l'entraîneur Ángel Labruna en 1975, qui en fait son numéro 10, l'éclosion de joueurs comme Daniel Passarella, Carlos Morete, Juan José López et Reinaldo Merlo, et le recrutement de valeurs sûres comme Roberto Perfumo et Ubaldo Fillol permet au club de retrouver les sommets après près de vingt ans de disette. Sous la direction de Labruna, le club remporte le championnat d'Argentine en 1975 (Metropolitano et Nacional).
En 1976, Norberto Alonso est transféré en France, à l'Olympique de Marseille. Trop jeune et mal acclimaté, il joue 17 matches et marque 3 buts en championnat, sans convaincre. Il retourne à River Plate et retrouve vite sa place centrale dans l'équipe, et les sommets en championnat. Associé à Leopoldo Luque ou à Ramón Díaz, il remporte de nouveau la couronne argentine en 1977 (Metr.), 1979 (Metr. et Nac.), 1980 (Metr.) et 1981 (Nac.). 
Norberto est sélectionné en équipe nationale pour la Coupe du monde de 1978 organisée en Argentine, où contrairement aux habitudes il porte le n°1, les maillots ayant été distribués par ordre alphabétique. Il ne fait cependant pas partie des plans du sélectionneur César Luis Menotti qui le laisse sur le banc et préfère utiliser Daniel Valencia et Mario Kempes (qui termine meilleur buteur du tournoi). Il ne joue qu'une cinquantaine de minutes pendant la compétition, sur l'insistance d'un membre du gouvernement militaire[réf. souhaitée], contre la Hongrie, la France (contre laquelle il se blesse) et le Brésil. Les Argentins remportent la Coupe du monde en battant en finale les Pays-Bas.
En 1981, il se fâche avec l'entraîneur de River Alfredo Di Stéfano, qui lui préfère parfois lancer des jeunes comme Carlos Tapia ou Jose Maria Vieta. Le joueur est placé sur la liste des transferts, et vendu en 1982 à Vélez Sársfield où il côtoie le vétéran Carlos Bianchi. Il revient finalement en 1984 à River Plate. Durant ces années-là, le nouveau sélectionneur Carlos Bilardo fait souvent appel à lui mais Norberto cède sa place petit à petit à l'émergence de jeunes joueurs dont Diego Maradona, Jorge Burruchaga ou Carlos Tapia. 
En 1985, River dispose avec Alonso et Enzo Francescoli d'un duo offensif de grande qualité, avec lequel il remporte de nouveau le championnat en 1985-1986. Malgré le départ de Francescoli en France, le club remporte pour la première fois la Copa Libertadores en 1986, en finale face à l'América de Cali, puis la Coupe intercontinentale face au Steaua Bucarest. 
Peu de temps après ces titres, il décide de prendre sa retraite sportive, sur un bilan toutes compétitions confondues de 178 buts en 528 matchs, dont 149 buts avec River Plate, ce qui en fait alors le 5e meilleur buteur de l'histoire du club. Norberto jouit lors de sa carrière de joueur d'une immense popularité où les supporters entonnaient un chant à sa gloire (Aloooooo... Alooooo...), chant repris dans tous les stades argentins[réf. nécessaire]. Son jubilé a lieu le 13 juin 1987,.

### Reconversion
Pour sa reconversion, Norberto ouvre une agence d'assurance, et devient partenaire financier dans de nombreux projets. Il retourne vers le football en entraînant River Plate en juin 1989 avec son ancien coéquipier Reinaldo Merlo, mais tous deux se trouvent contraint de démissionner en cours de saison après l'élection d'un nouveau président, Alfredo Davicce, qui avait promis dans son programme d'installer Daniel Passarella sur le banc. Le club remporte cette année-là le championnat.
Ayant publiquement critiqué la présidence de Daniel Passarella à River Plate, il est nommé en décembre 2013 conseiller du nouveau président Rodolfo D’Onofrio.

## Statistiques individuelles
| Club                          | Saison    | Ch. Metropolitano | Ch. Metropolitano | Nacional | Nacional | Total | Total |
| Club                          | Saison    | Matchs            | Buts              | M        | B        | M     | Buts  |
| ----------------------------- | --------- | ----------------- | ----------------- | -------- | -------- | ----- | ----- |
| River Plate Argentine         | 1971      | 10                | 1                 | 13       | 2        | 23    | 3     |
| River Plate Argentine         | 1972      | 26                | 12                | 15       | 9        | 41    | 21    |
| River Plate Argentine         | 1973      | 16                | 3                 | 10       | 6        | 26    | 9     |
| River Plate Argentine         | 1974      | 10                | 1                 | 14       | 6        | 24    | 7     |
| River Plate Argentine         | 1975      | 28                | 20                | 12       | 7        | 40    | 27    |
| River Plate Argentine         | 1976      | 14                | 1                 | 0        | 0        | 14    | 1     |
| River Plate Argentine         | Total     | 104               | 38                | 64       | 30       | 168   | 68    |
| Olympique de Marseille France | 1976-1977 | 17                | 3                 | -        | -        | 17    | 3     |
| Olympique de Marseille France | Total     | 17                | 3                 | -        | -        | 17    | 3     |
| River Plate Argentine         | 1977      | 0                 | 0                 | 14       | 6        | 14    | 6     |
| River Plate Argentine         | 1978      | 14                | 15                | 17       | 8        | 31    | 23    |
| River Plate Argentine         | 1979      | 13                | 8                 | 13       | 5        | 26    | 13    |
| River Plate Argentine         | 1980      | 24                | 7                 | 16       | 8        | 40    | 15    |
| River Plate Argentine         | 1981      | 20                | 6                 | 11       | 0        | 31    | 6     |
| River Plate Argentine         | Total     | 71                | 36                | 71       | 27       | 142   | 63    |
| Vélez Sarsfield Argentine     | 1982      | 24                | 2                 | 13       | 2        | 37    | 4     |
| Vélez Sarsfield Argentine     | 1983      | 24                | 4                 | 12       | 6        | 36    | 10    |
| Vélez Sarsfield Argentine     | Total     | 48                | 6                 | 25       | 8        | 73    | 14    |
| River Plate Argentine         | 1984      | 27                | 7                 | 9        | 3        | 36    | 10    |
| River Plate Argentine         | 1985      | -                 | -                 | 9        | 3        | 9     | 3     |
| River Plate Argentine         | 1985-1986 | 15                | 5                 | -        | -        | 15    | 5     |
| River Plate Argentine         | 1986-1987 | 4                 | 0                 | -        | -        | 4     | 0     |
| River Plate Argentine         | Total     | 46                | 12                | 18       | 6        | 64    | 18    |
| Total                         |           |                   |                   |          |          | 464   | 166   |

## Palmarès
- Vainqueur de la Coupe intercontinentale : 1986 (CA River Plate).
- Vainqueur de la Coupe du monde de la FIFA : 1978.
- Vainqueur de la Copa Libertadores : 1986 (CA River Plate).
- Champion d'Argentine : 1975, 1979, Metro. 1980, Nac. 1981 et 1986 (CA River Plate).
- 19 sélections (4 buts) en équipe d'Argentine.